# Joy Lofthouse
Joy Lofthouse (14 février 1923 - 15 novembre 2017), était une pilote britannique qui a intégré l’Air Transport Auxiliary (ATA) comme pilote en décembre 1943.
Elle a volé avec des Spitfire ou des bombardiers pour l’ATA. Elle a fait partie des 168 « Attagirls » qui ont servi dans cette unité.
En tant que pilote femme de la RAF, elle est également une pionnière dans l’émancipation des femmes.

## Jeunesse
Joy Lofthouse a grandi à South Cerney dans le Gloucestershire.

## Carrière
En 1943, Joy Lofthouse (qui avait 20 ans) et sa sœur aînée Yvonne décidèrent de rejoindre l’Air Transport Auxiliary, après avoir vu une publicité dans un magazine pour inviter les femmes voulant apprendre à piloter,. Sur 2 000 candidates, seules 17 furent acceptées dont Joy, qui n’avait même pas son permis de conduire, et sa sœur Yvonne.
Elle fit partie des 168 femmes membres de l’ATA (Air Transport Auxiliary). Son travail consistait à transporter les avions depuis leur lieu de production aux terrains d’aviation où ils étaient remis aux pilotes de la Royal Air Force (RAF). Joy Lofthouse, qui était capable de piloter 38 types d’avions différents, était basée à White Waltham, dans le  Berkshire.
Elle a été une pionnière dans l’émancipation des femmes, en étant pilote femme de la RAF. En effet, “L'ATA a été créée en 1940 lorsque, malgré une certaine opposition masculine, les femmes ont été autorisées à piloter des avions d'entraînement et de communication militaires” . Mais cette avancée n’a pas perduré, Joy nous précise qu’ « après 6 années de guerre [...] il n’y avait pas de place pour les femmes dans les compagnies aériennes. Le pays avait été bien content d’avoir l’aide des femmes mais sitôt la guerre finie, c’était retour en cuisine ! » . Elle reste tout de même une véritable icône : “elle et sa compatriote pilote Mary Ellis ont été honorées”, en novembre 2017, “devant des membres de la famille royale lors du Festival annuel du Souvenir au Royal Albert Hall de Londres” .
À la fin de la Seconde Guerre mondiale, elle devint professeur.
En mai 2015, Joy Lofthouse a volé de nouveau sur un Spitfire, pour la première fois depuis 70 ans, afin de commémorer le jour de la victoire en Europe. Elle déclara : « Le Spitfire était un avion emblématique, qui a duré plus longtemps que le Hurricane, car c’était un avion merveilleux. Je pense que le piloter ressemble le mieux à la sensation d’avoir ses propres ailes et de voler. »

## Vie privée
Elle a été mariée deux fois et a eu trois enfants. Son second mari était Charles Lofthouse, qui était pilote dans la Royal Air Force (RAF) ; ils restèrent mariés trois années jusqu’à la mort de Lofthouse en 2002 à l’âge de 80 ans.
Elle est morte à 94 ans, en novembre 2017. Elle était l’une des deux dernières survivantes des « Spitfire Girls ».